# Вознесенівка (Бурятія)
Вознесенівка (рос. Вознесеновка) — село Тарбагатайського району, Бурятії Росії. Входить до складу Сільського поселення Саянтуйське.
Населення — 413 осіб (2015 рік).